# Vampiro de Highgate
O Vampiro de Highgate foi uma sensação midiática em torno de relatos de suposta atividade sobrenatural no Cemitério de Highgate em Londres, Inglaterra, Reino Unido, na década de 1970. O relato mais completo da história é dado pelo folclorista Bill Ellis na revista Folklore, publicada em 1993.

## Publicidade inicial
Em 31 de outubro de 1968, um grupo de jovens interessados em ocultismo visitou o Cemitério do Parque Tottenham, numa época em que era regularmente vandalizado por intrusos. De acordo com uma reportagem do London Evening News de 2 de novembro de 1968:
Essas pessoas organizaram flores retiradas de sepulturas em padrões circulares com setas de flores apontando para uma nova sepultura, que foi descoberta. Um caixão foi aberto e o corpo dentro "perturbado". Mas seu ato mais macabro foi enfiar uma estaca de ferro em forma de cruz através da tampa e no peito do cadáver.
Embora as identidades e motivações dos responsáveis nunca tenham sido apuradas, o consenso geral na época ligava a profanação aos eventos que cercavam o caso do Vampiro de Highgate.
Então, em uma carta ao Hampstead and Highgate Express em 6 de fevereiro de 1970, David Farrant escreveu que ao passar pelo Cemitério de Highgate em 24 de dezembro de 1969, ele vislumbrou "uma figura cinza", que ele considerava sobrenatural, e perguntou se outras pessoas tinham visto qualquer coisa semelhante. No dia 13, várias pessoas responderam, descrevendo uma variedade de fantasmas que supostamente assombram o cemitério ou a vizinha Swains Lane. Esses fantasmas foram descritos como um homem alto de chapéu, um ciclista espectral, uma mulher de branco, um rosto brilhando através das barras de um portão, uma figura entrando em um lago, uma forma pálida deslizando, sinos tocando e vozes chamando.
Sean Manchester afirmou que a "figura cinza" de Farrant era um vampiro e a mídia rapidamente se agarrou, embelezando a história com histórias do vampiro sendo o rei dos vampiros ou praticando magia negra.

## Multidão de março de 1970
A publicidade que se seguiu foi reforçada por uma crescente rivalidade entre Farrant e Manchester, cada um alegando que poderia e iria expulsar ou destruir o espectro. Manchester declarou que faria um exorcismo na sexta-feira 13 de março de 1970. A ITV conduziu entrevistas com Manchester, Farrant e outros que afirmaram ter visto figuras sobrenaturais no cemitério, que foram transmitidas no início da noite do dia 13; em duas horas, uma multidão de 'caçadores' de toda Londres e além invadiu os portões e paredes do cemitério trancado, apesar dos esforços da polícia para controlá-los.
Alguns meses depois, em 1 de agosto de 1970, os restos carbonizados e sem cabeça do corpo de uma mulher foram encontrados não muito longe da catacumba. A polícia suspeitava que tivesse sido usado em magia negra. Farrant foi encontrado pela polícia no cemitério ao lado do cemitério em uma noite de agosto, carregando um crucifixo e uma estaca de madeira. Ele foi preso, mas quando o caso chegou ao tribunal, foi arquivado.
Alguns dias depois, Manchester voltou ao Cemitério de Highgate. Ele afirma que desta vez ele e seus companheiros arrombaram as portas de um cofre da família (indicado por seu ajudante psíquico). Ele diz que levantou a tampa de um caixão, acreditando ter sido misteriosamente transferido para lá da catacumba anterior. Ele estava prestes a enfiar uma estaca no corpo que ela continha quando um companheiro o convenceu a desistir. Relutantemente, ele fechou o caixão, deixando alho e incenso no cofre.

## Consequências
Houve mais publicidade sobre Farrant e Manchester quando se espalharam rumores de que eles se encontrariam em um "duelo de mágicos" em Parliament Hill na sexta-feira, 13 de abril de 1973, o que nunca ocorreu. Farrant foi preso por quatro anos e oito meses em julho de 1974 por danificar memoriais e interferir com restos mortais no Cemitério de Highgate—vandalismo e profanação que ele insistia terem sido causados por satanistas, não por ele—bem como outros delitos.
Farrant e Manchester escreveram e falaram repetidamente sobre o Vampiro de Highgate, cada um enfatizando seu próprio papel em detrimento do outro. Cada um tentou controlar a narrativa em torno do vampiro, resultando em animosidade e rivalidade contínuas entre os dois. A rivalidade continuou por décadas, marcada por insultos e vingança, até a morte de Farrant em abril de 2019.

## Na cultura popular
- De acordo com o autor Bill Ellis, o filme da Hammer Horror, Dracula A.D. 1972, estrelado por Christopher Lee e Peter Cushing, foi inspirado no Vampiro de Highgate.[17]
- O Vampiro de Highgate aparece como um vilão na série da Dark Horse Comics, Buffy the Vampire Slayer Season Nine. O Vampiro de Highgate é revelado, não um vampiro, mas um demônio insetóide que se alimenta do trauma emocional de suas vítimas. Rupert Giles quase foi morto pela criatura em 1972. O Vampiro de Highgate tornou-se um lacaio de Drusilla quando voltou na década de 2010.
- Il Vampiro di Highgate (Vampiro de Highgate) é o título da 45ª edição da série italiana de quadrinhos de terror Dampyr.[18]
- O Vampiro de Highgate foi abordado no episódio 388 de The Last Podcast On The Left.[19]
- A canção de 2021 "Graveyard Sun" de Green Lung é baseada no mítico Vampiro de Highgate.[20]
- Ao planejar uma visita à hora das bruxas em um túmulo em Highgate West, a ameaça do vampiro é discutida no romance de 2018 de Amelia Ellis, The Mirror of Muraro.[21]
- Em 2025, a Bag of Beard Theatre Company reinventou os eventos em uma peça fictícia, intitulada "The Highgate Vampire", no The Glitch Theatre, em Londres.